# النار بين أصابع امرأة
النار بين أصابع امرأة هي رواية من تأليف الكاتب السوري حنا مينه صدرت عن دار الآداب للنشر والتوزيع عام 2007.

## موضوع الرواية
تدور رواية النار بين أصابع امرأة حول شاب عربي غريب الأطوار يصل إلى العاصمة المجرية بودابست ويستأجر غرفة في الطابق الثائي من أحد البيوت، وسرعان ما ينخرط في علاقة عاطفية بابنة صاحبة البيت الذي يستأجره، وتكشف هذه العلاقة عن أبعاد أخرى مثل نظرة الغرب بتفوقه وتحضره إلى الشرق.

## شخصيات الرواية
- أيهم قمطرون: شاب عربي يسافر إلى بودابست.
- مارغو: صاحبة البيت.
- غبريلا انداش: ابنة صاحبة البيت، وهي شابة في الخامسة والعشرين تركها زوجها في بودابست وسافر إلى ألمانيا لتدريس الموسيقى.
- إمري أليوش: زوج غبريلا أنداش.
- غابور مولينار: عشيق غبريلا أنداش.

## مقتطفات من الرواية
- «العكر موجود حتى في الماء الصافي، لكنه لا يُرى بالعين المجردة، الإيديولوجية نفسها غير صافية، فيها من القديم اثر، ومن الجديد أثر»
- «الحب نفسه، إذا ما اكتمل نقص وتحول، مع الزواج، إلى حب آخر، حب بناء الأسرة، وبهذا ينجو من الفشل»
- «ما ضعفت المرأة إلا باستقواء رجل، وما احتالت، هي الضعيفة، إلا بدفع الرجل لها إلى الحيلة..إنها حرب قائمة بينهما، ولن تنتهي إلا بانتهاء الكون»
- «نحن البشر ندفع هذا المستقبل، ليكون وراءنا، بعد أن كان أمامنا، دون وعي منا..إننا، في ذواتنا، نقول :متى يأتي الغد؟ متى يأتي الاسبوع الذي فيه سنفعل هذا الشيء أو ذاك؟ متى يأتي عيد الميلاد أو رأس السنة، كل ذلك يقربنا من نهايتنا!»
- «الثبات على ذروة جبل الحب غير ممكن، فالحياة قانونها الحركة، كما الموت قانونه السكون، وفي هذا التضاد بين الحركة والسكون، تميد الذروة تحت أقدام من يقف عليها، ويبدأ الانحدار من الجنب الآخر لجبل الحب.»
- «طالما أنّ أفضل صناعة نفسيّة هي ابتداع الأحلام، التي وحدها تحفظ التوازن النفسي، ووحدتها تحمي من السقوط في حمأة العدم.»
- «الخوف أساس كل الأمراض النفسية، وربما أساس كل المشاعر الخسيسة، وهو، الخوف، توأم الشجاعة، كما الموت توأم الحياة، والصراع أزلي أبدي بينهما، وكل منهما يريد أن ينفي الآخر.»

## أنظر أيضًا
- قائمة مؤلفات حنا مينه

## وصلات خارجية
- آراء القرّاء حول رواية النار بين أصابع امرأة على موقع أبجد
- صفحة رواية النار بين أصابع امرأة على موقع جود ريدز